# ジェイムズ・ヘボン・キャンベル

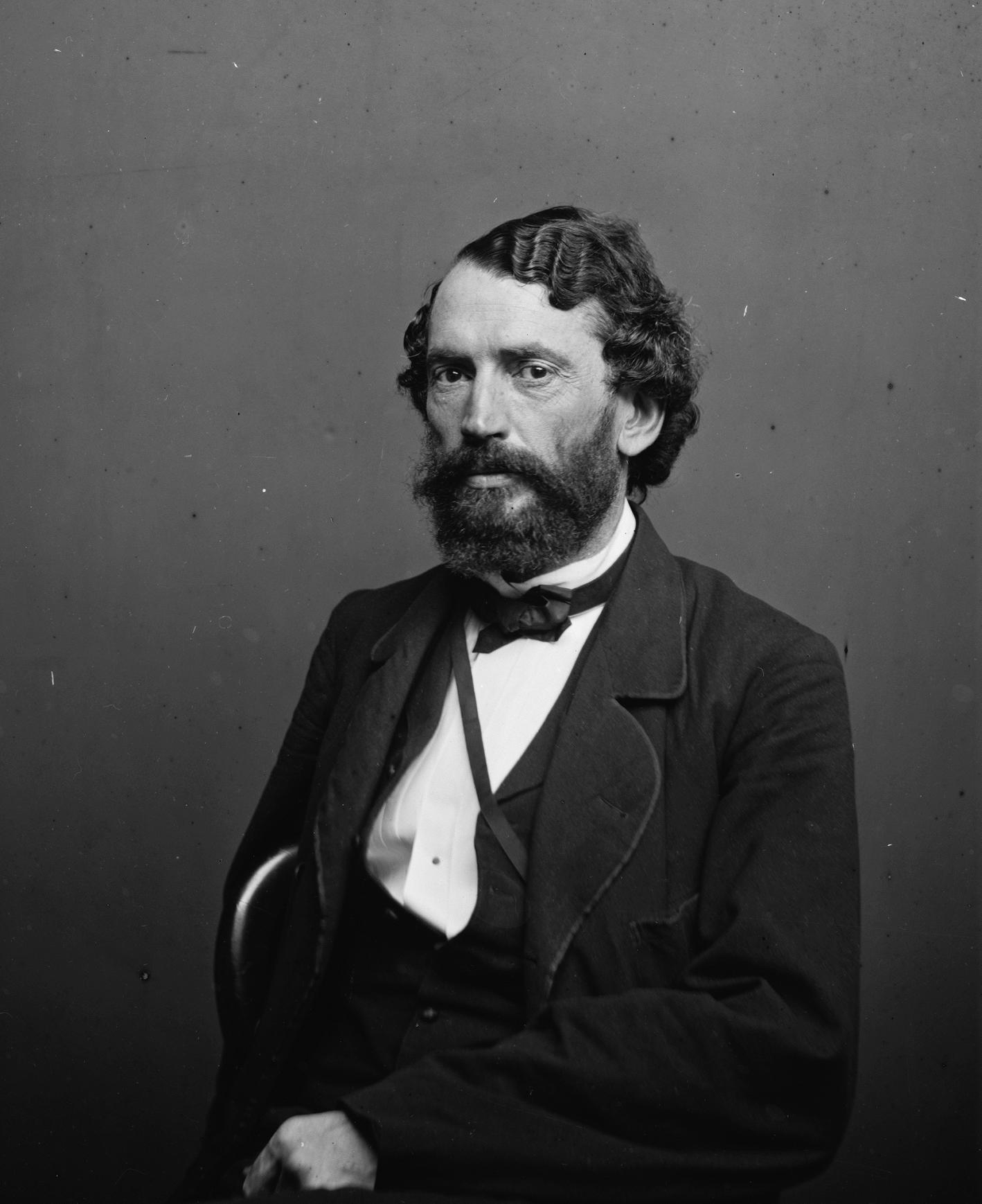
ジェイムズ・ヘボン・キャンベル

ジェイムズ・ヘボン・キャンベル（James Hepburn Campbell, 1820年2月8日 - 1895年4月12日）は、アメリカ合衆国の政治家。ホイッグ党および共和党に所属し、連邦下院議員を務めた。

## 生涯
ジェイムズ・ヘボン・キャンベルは1820年2月8日にペンシルベニア州ウィリアムズポートにおいて誕生した。キャンベルは1841年にディッキンソン大学法学部を卒業した。キャンベルは1841年にペンシルベニア州で弁護士として認可を受け、ポッツビルで弁護士業を開業した。キャンベルは1844年のホイッグ党全国大会にペンシルベニア州代表として選出されて出席した。

## 連邦下院議員
1854年、キャンベルはホイッグ党の候補として、ペンシルベニア州第11連邦下院選挙区から連邦下院議員に立候補した。キャンベルは対立候補の民主党ウィリアム・ルイス・デワートに350票差で勝利した。キャンベルは1856年の選挙で再選を目指したが、民主党ウィリアム・ルイス・デワートに敗れた。
1858年、キャンベルは所属政党を共和党とし、連邦下院議員への返り咲きを目指した。キャンベルは現職ウィリアム・ルイス・デワートおよびレコンプトン民主党ヘンリー・ルッツ・ケイクの両対立候補を抑えて勝利した。キャンベルは1860年の選挙でも勝利を収めた。キャンベルは1862年の選挙出馬は辞退した。
南北戦争期、キャンベルは志願兵としてペンシルベニア州第25歩兵連隊に参加し、少佐を務めた。

## 駐スウェーデン公使
1864年3月、キャンベルはエイブラハム・リンカーン大統領から駐スウェーデン公使として任命を受けた。キャンベルは同年9月にスウェーデン＝ノルウェー国王カール15世へ信任状を奉呈して着任した。キャンベルはストックホルムに居住し、1867年3月まで公使職を務めた。キャンベルは1867年11月に駐コロンビア公使として休会任命を受けたが、キャンベルはこれを辞退した。

## 晩年
キャンベルは1878年からペンシルベニア州フィラデルフィアに居住し、弁護士業を営んだ。1895年4月12日、キャンベルはペンシルベニア州ウェイン近郊の地所「アエロア」において死亡した。キャンベルの遺体はフィラデルフィアのウッドランズ墓地に埋葬された。